# Claire Maurier
Claire Maurier, pseudonimo di Odette-Michelle-Suzanne Agramon (Céret, 27 marzo 1929), è un'attrice francese.

## Biografia
Durante l'intensa carriera di teatro, TV e cinema, ha recitato in più di novanta film, tra cui I 400 colpi di François Truffaut, dove impersonava la madre del protagonista, e Il favoloso mondo di Amélie.

## Filmografia parziale
- Un capriccio di Caroline chérie (Un caprice de Caroline chérie), regia di Jean-Devaivre (1952)
- La belle de Cadix, regia di Raymond Bernard e Eusebio Fernández Ardavin (1953)
- Una parigina (Une parisienne), regia di Michel Boisrond (1957)
- Spalle al muro (Le Dos au mur), regia di Édouard Molinaro (1958)
- I 400 colpi (Les Quatre Cents Coups), regia di François Truffaut (1959)
- Cucina al burro (La Cuisine au beurre), regia di Gilles Grangier (1963)
- Angelica alla corte del re (Merveilleuse Angélique), regia di Bernard Borderie (1965)
- Il vizietto (La Cage aux folles), regia di Édouard Molinaro (1978)
- Una brutta storia (Un mauvais fils), regia di Claude Sautet (1980)
- Il favoloso mondo di Amélie (Le Fabuleux Destin d'Amélie Poulain), regia di Jean-Pierre Jeunet (2001)
- La Tête en friche - La testa tra le nuvole (La Tête en friche), regia di Jean Becker (2010)

## Doppiatrici italiane
- Rosetta Calavetta in I 400 colpi, Angelica alla corte del re
- Paila Pavese in Il vizietto, Il favoloso mondo di Amelie